# James Guthrie (homme politique)
Pour les articles homonymes, voir James Guthrie et Guthrie.
James Guthrie (5 décembre 1792 - 13 mars 1869) a été sénateur du Kentucky puis Secrétaire du Trésor sous l'administration du Président Franklin Pierce de 1853 à 1857. Guthrie a aussi été un des candidats à la primaire démocrate pour l'élection présidentielle de 1860.

## De l'administration Pierce à la guerre de Sécession, 1853-1861
Le président Franklin Pierce reconnaissait les compétences financières de Guthrie et l'a nommé, en conséquence, Secrétaire du Trésor en 1853. Il est rapidement devenu le membre le plus influent du cabinet Pierce tout en critiquant son prédécesseur, Thomas Corwin, qui avait pris des arrangements privés pour des rachats de dettes. Quant à ses idées, Guthrie était opposé à la création d'une banque nationale et très attaché à l'existence d'une monnaie indexée sur les métaux précieux comme l'or ou l'argent. Il défendait d'ailleurs l'idée d'une monnaie universelle qui serait convertible en or à la demande. Durant son mandat, le Trésor est resté largement excédentaire grâce à la découverte d'or en Californie, il a notamment utilisé ses excédents pour rembourser la dette nationale, qui est passée de 63 millions de dollars en 1853, à 25 millions de dollars en 1857. Il a également acheté des lingots d'argent pour créer de la monnaie afin d'aider les banques en difficulté (en remettant de la monnaie en circulation et en augmentant leurs réserves en voie d'épuisement). Guthrie s'est aussi attelé à réformer le département du Trésor dans son entier en encourageant la mise en place de processus plus efficaces, particulièrement en exigeant des agents de la douane des rapports mensuels plutôt que trimestriels. En 1853, il a aussi employé le capitaine Alexander Bowman du Corps du génie de l'armée des États-Unis afin de commencer la construction d'une extension dans l'aile sud du Treasury Building. Au vu de ces nombreuses actions, beaucoup ont considéré Guthrie comme étant le meilleur Secrétaire du Trésor depuis Alexander Hamilton.
À la fin du mandat du président Pierce, il est retourné dans le Kentucky pour devenir vice-président de la compagnie des chemins de fer de Louisville et Nashville, qui était alors en difficulté. Il a réussi à relier les deux villes en 1859, et en 1860, il a succédé à John L. Helm à la tête de la compagnie, qu'il a dirigée durant la guerre de Sécession. Les délégués du Kentucky à la convention démocrate de 1860 à Charleston ont plébiscité Guthrie comme futur candidat démocrate à l’élection présidentielle de 1860. Toutefois sa candidature n'ayant pas atteint la majorité des deux tiers requise, et ce malgré les nombreux tours organisés, il n'a jamais réussi à décrocher l'investiture démocrate. Sans candidat, la convention fut ajournée jusqu'au mois suivant où ce fut finalement le candidat Stephen A. Douglas qui obtint la majorité. Ce dernier a été défait par le républicain Abraham Lincoln, qui a d'ailleurs offert le poste de Secrétaire à la Guerre à Guthrie, dans l'obligation de refuser au vu de son âge et de ses problèmes de santé.

## Guthrie et la guerre de Sécession
Bien qu'il soit propriétaire d'esclave et défenseur du droit des États, Guthrie était un ardent opposant à la sécession. À ce sujet, il a déclaré « Je déteste ce mot de sécession, parce que c'est une tromperie ! Appelons les choses par leurs vrais noms ! Les États du Sud ont donné naissance à une révolution ! ». Il n'était pas convaincu non plus que l'élection de Lincoln annonçait inévitablement la guerre. Il croyait plutôt que les États du Sud, s'ils avaient décidé de ne pas faire sécession, auraient pu contrôler le Congrès et la justice en rendant ainsi Lincoln impuissant, ce qui leur aurait permis de lui imposer une politique favorable aux revendications sudistes. À l'âge de 70 ans, Guthrie a été élu délégué du Kentucky à la Conférence de Paix de 1861 à Washington censée trouver des moyens d'empêcher la guerre civile de plus en plus plausible. Il avait même été choisi pour occuper un poste dans le Comité du Compromis (Compromise Committee). Cependant, Guthrie a échoué dans son espoir de retravailler et de mettre en place le Compromis de Crittenden, qui avait été proposé plus tôt au Congrès par son collègue du Kentucky John J. Crittenden. Le Comité du Compromis proposait un plan qui comprenait notamment sept amendements à la Constitution, le tout dans le cadre du Compromis du Missouri d'Henry Clay. Les délégués ont donc présenté cette idée au Congrès en février 1861 et ont demandé de convoquer une convention nationale pour examiner la question, mais le Congrès a rejeté ce plan. Toujours convaincu que la guerre pouvait être évitée, Guthrie a participé à un congrès des États frontaliers tenue à Francfort en mai 1861 qui a également échoué à éviter la guerre. Durant cette dernière, la compagnie des chemins de fer de Louisville et Nashville dirigée par Guthrie a eu une importance vitale étant donné que c'était la seule ligne venant du Nord et se terminant dans le Sud. Au début de la guerre, le chemin de fer avait été employé pour approvisionner les Confédérés dans le Tennessee, mais après 1861, il a été utilisé principalement au bénéfice de l'Union. Malgré les pressions pour céder le contrôle au gouvernement fédéral, Guthrie est resté président de la compagnie de chemin de fer, qui était ciblée par la guérilla. D'ailleurs, en gagnant de l'argent tant de la part des passagers que de la part des militaires, les chemins de fer qu'il dirigeait ont réussi à sortir renforcés du conflit.
En 1864, Guthrie, qui était délégué à la Convention nationale démocrate de Chicago, a voté pour le ticket réunissant le général George McClellan et l'ancien gouverneur du Kentucky, Thomas Bramlette, pour respectivement la présidence et la vice-présidence.